# Liste des chars de l'Union soviétique

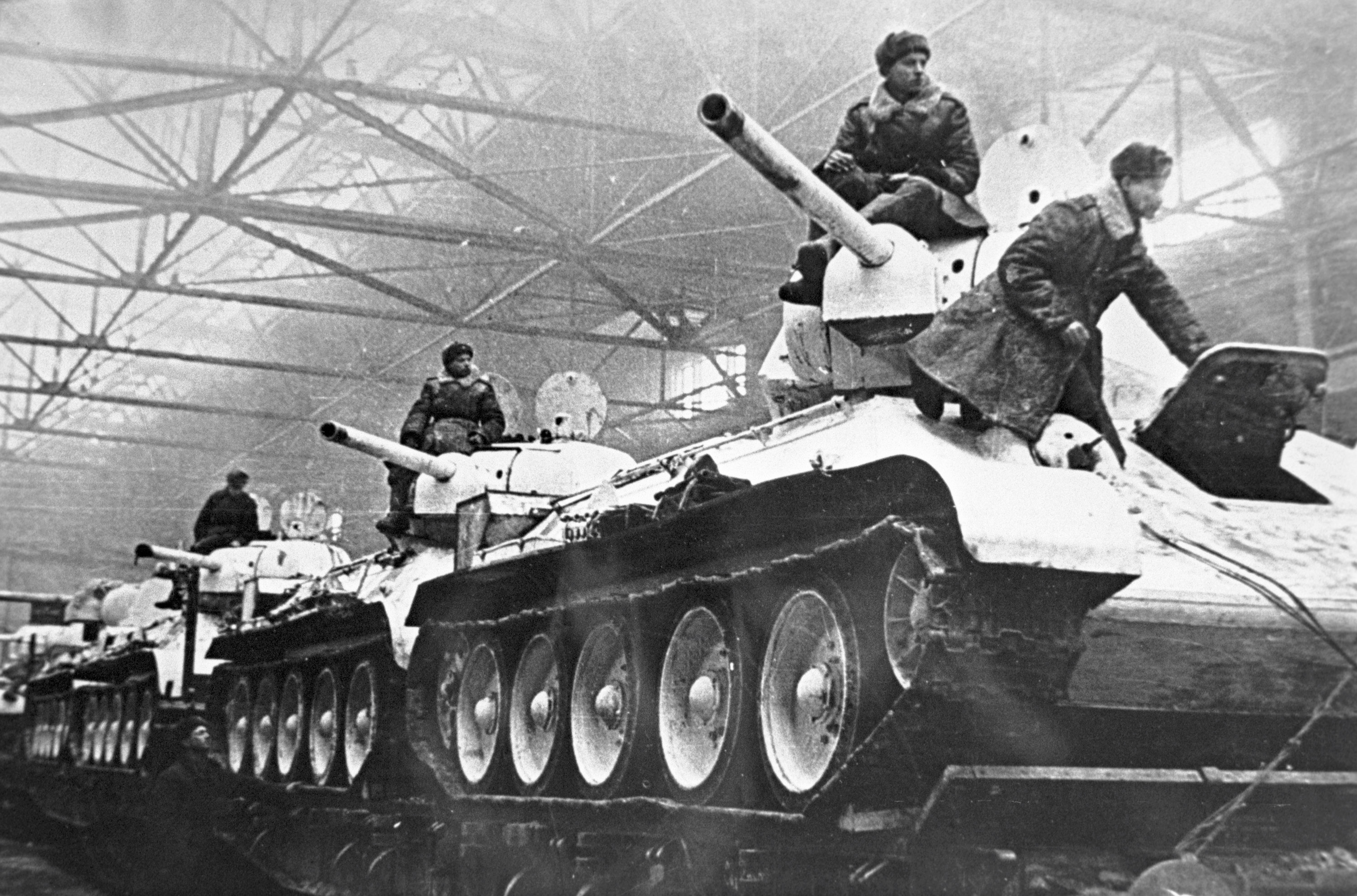
Chars T-34 se dirigeant vers le front

Cette liste de chars d'assaut de l'Union Soviétique liste ceux produits par l'Union Soviétique.

## Empire russe, Première Guerre mondiale

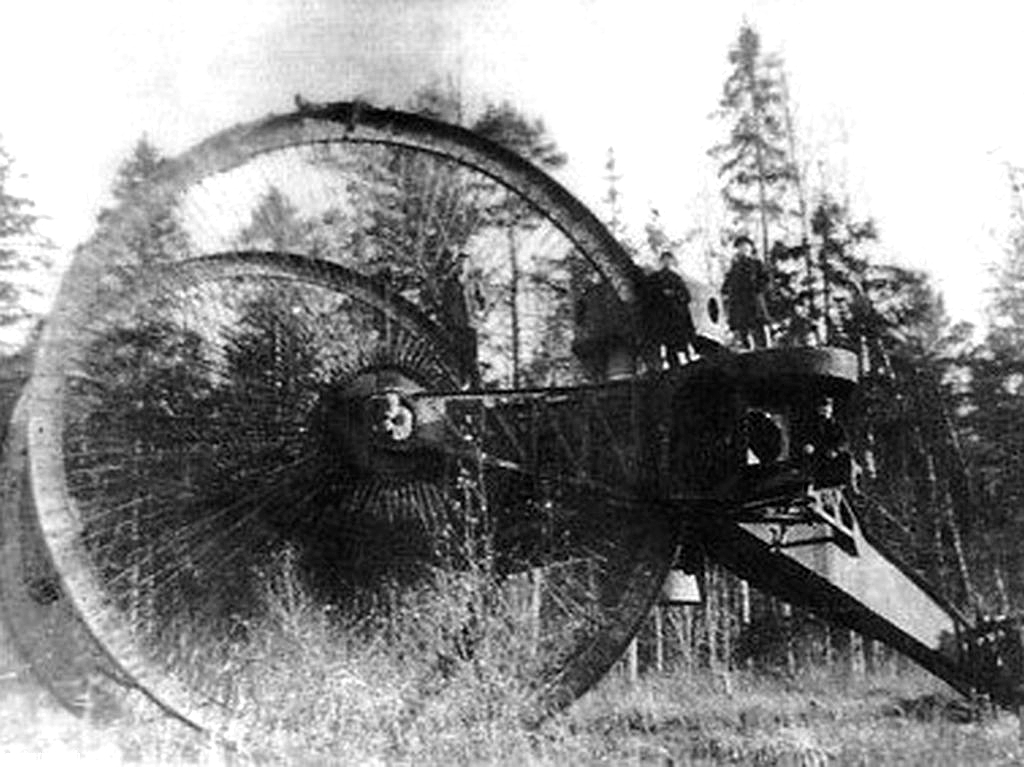
Le char Tsar

- Tracteur de F. Blinov
- Vezdekhod (en)
- Le  Tsar
- Char de V.D. Mendeleev (projet)
- Char de Rybinsk (projet)

## Entre-deux-guerres et début de la Seconde Guerre mondiale

### Chenillettes
- T-17 (en)
- T-23 (en)

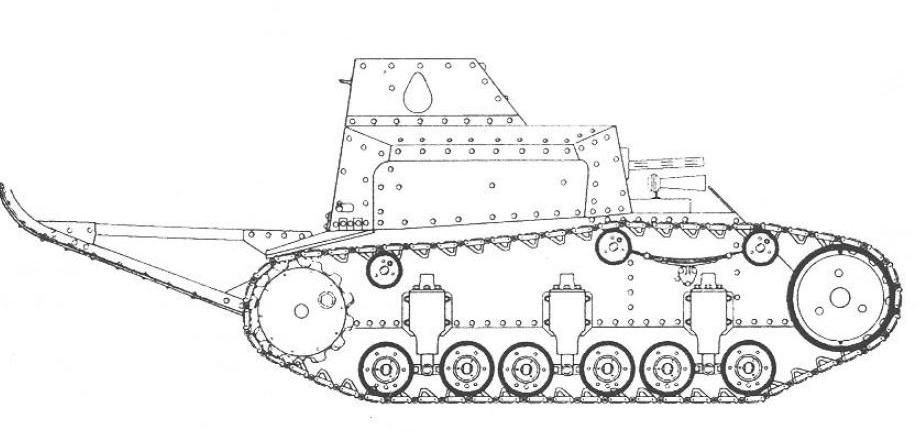
Chenilette T-17

- T-27 basée sur la chenillette Carden-Loyd

### Chars légers amphibies
- T-37
- T-38

### Chars légers
- Copie local du Renault FT
- M-48
- T-18 (MS-1)
- T-19
- T-26 mod.1931
- T-26 basée sur le Vickers 6-Ton
- T-46
- T-126
- T-127Char rapide BT-5
- BT-2
- BT-5
- BT-7
- BT-7M, ou BT-8
- BT-SV (en), ou BT-SW-2

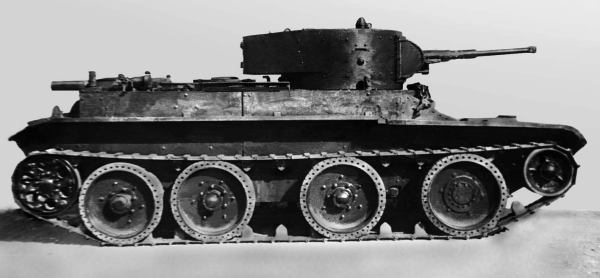
Char rapide BT-5

- Teletank (TT, chars légers téléguidés)

### Char lance-flammes
- Char lance-flammes T-26
- OT-34

### Chars moyens
- T-12
- T-24
- Tank Grotte (TG) (expérimental)
- T-28
- T-29 (expérimental)

### Chars lourds
- T-35
- T-42 (en) (prototype)

## Seconde Guerre mondiale
La liste ne comprend pas tous les véhicules, du fait du grand nombre de prototypes expérimentaux, ou de véhicules rares.

### Les chars légers
- Char léger amphibie T-40
- T-50
- T-60
- Mathilde (expérimental)
- T-70
- T-80
- A-20 (expérimental)
- LTTB

### Chars moyens
- A-32 (expérimental)
- T-34 (1940,1941,1942,1943)
- T-34-76
- T-34-57
- T-34-85
- T-34M (aussi appelé A-43) (pas produit en série)
- T-43 (pas produit en série)
- T-44
- A-44 (pas produit en série)
- KV-13 (en)
- T-28

### Chars lourds
- IS-1
- IS-2
- IS-2 mod 1944
- KV-1
- KV-2
- KV-1S
- KV-3 (prototypes uniquement)
- KV-4 (prototypes uniquement)
- KV-5 (prototypes uniquement)
- KV-85 (Provisoire)
- KV-220 (expérimental)
- KV-8 (lance-flammes)
- KV-8S (lance-flammes)
- SMK (expérimental)
- ST-I (prototypes uniquement)
- T-100 (expérimental)
- T-150 (expérimental)

### Chasseurs de chars et canons d'assaut
- AT-1 (Expérimental)
- ISU-122
- ISU-152
- SU-76
- SU-76I
- SU-85
- SU-100
- SU-100Y
- SU-100
- SU-101
- SU-122
- SU-122-44
- SU-152

### Canons Automoteurs
- SU-18 (prototype)
- SU-26
- SU-5
- ZiS-30
- SU-122A
- SU-8
- SU-14-1
- S-51 (U-19)
- SU-14-2
- 212A
- SU-152

### Automoteurs anti-aériens
- T-90 (expérimental)
- ZUT-37 (expérimental)
- ZSU-37

### Les chars Lend-Lease
- Tétrarch
- LVT
- Valentine
- Churchill
- Matilda II
- M3 Stuart
- M3 Lee
- M4 Sherman
- M10 Wolverine
- M24 Chaffee
- M18 Hellcat
- M26 Pershing

## Après la Seconde Guerre mondiale

### Chars transportables par avions
- ASU-57
- ASU-76
- ASU-85
- BMD-1
- BMD-2
- BMD-3

### Chars légers amphibies
- PT-76
- BMP-1
- BMP-2
- BMP-3

### Chars légers
- T-100 ou VNII-100 (char léger)

### Chars moyens et chars de combat principaux
- T-54/55
- T-55
- T-55A
- T-55AM
- T-62
- T-62A
- T-64
- T-72
- T-80
- Object 140 (phase de prototype, annulé)
- Object 416 (phase de prototype, annulé)
- Object 478
- Object 907
- K-91 (conception annulée)

### Chars lourds
- IS-3
- IS-4
- IS-6 (expérimental)
- IS-7 (expérimental)
- T-10 (IS-8)
- Object 277 (expérimental)
- Object 278 (expérimental)
- Object 279 (expérimental)

### Chasseurs de chars et canons d'assaut
- SU-100P
- Object 120 Taran (expérimental)
- Object 268 (expérimental)
- Object 704 (expérimental)
- SU-122-54
- Object 263

### Canons Automoteurs
- Object 261 (annulé en phase de conception)
- 2S1 Gvozdika
- 2S19 Msta

### Automoteurs anti-aériens
- ZSU-23-4
- ZSU-57-2

## Chars post-soviétique

### Chars transportables par avions
- BMD-4

### Chars Léger
- 2S25 (Russie)

### Chars de combat
- T-84 (Ukraine)
- T-90 (Russie)
- Object 640, aussi appelé Aigle Noir (Russie, annulé en faveur du T-90 & T-95)
- Object 195, aussi appelé T-95 (Russie, annulé)
- T-14 Armata
- BM Oplot (Ukraine)

### Canons Automoteurs
- 2S35 Koalitsiya-SV